# Sosnová (kraj morawsko-śląski)
Sosnová (niem. Zossen) – gmina w Czechach, w powiecie Opawa (do 31 grudnia 2006 w powiecie Bruntál), w kraju morawsko-śląskim. Według danych z dnia 1 stycznia 2012 liczyła 409 mieszkańców.

## Osoby urodzone w Sosnovej
- Alois Beierle (1838-1916), bibliotekarz[2]
- Paul Gebauer (1888–1951); malarz[3]

## Galeria

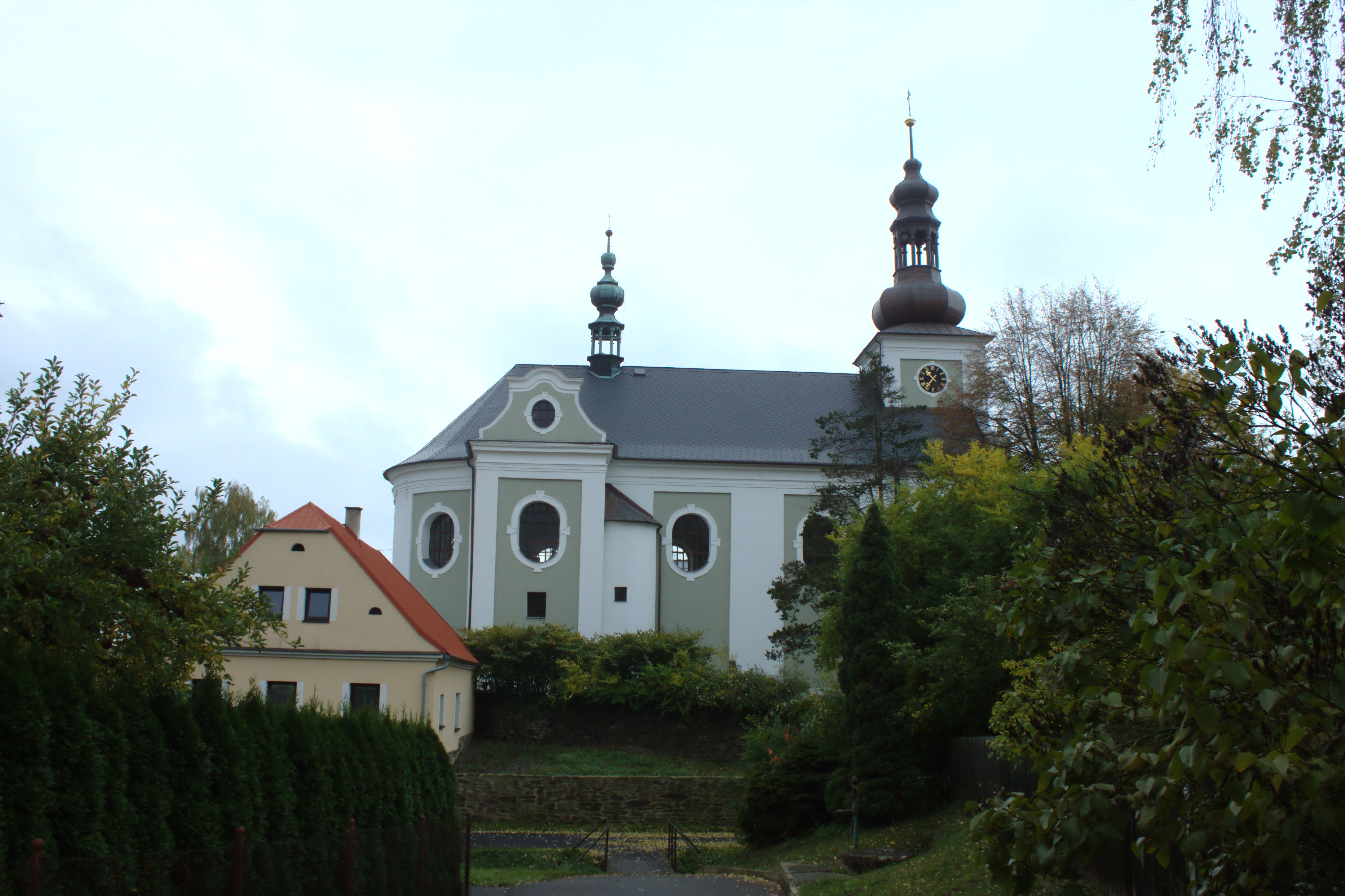
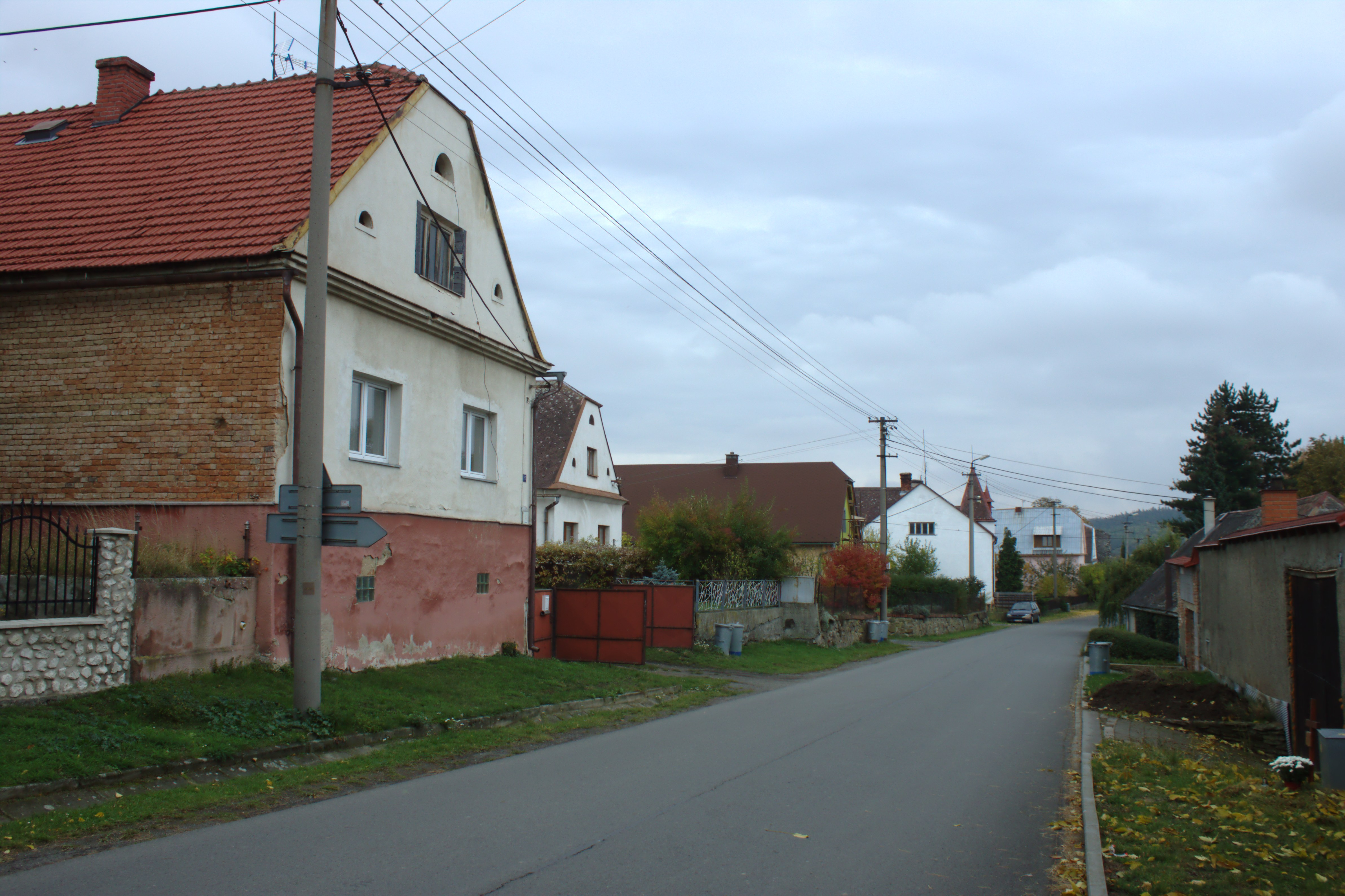